# Onze-Lieve-Vrouw-Geboortekerk (Hoboken)

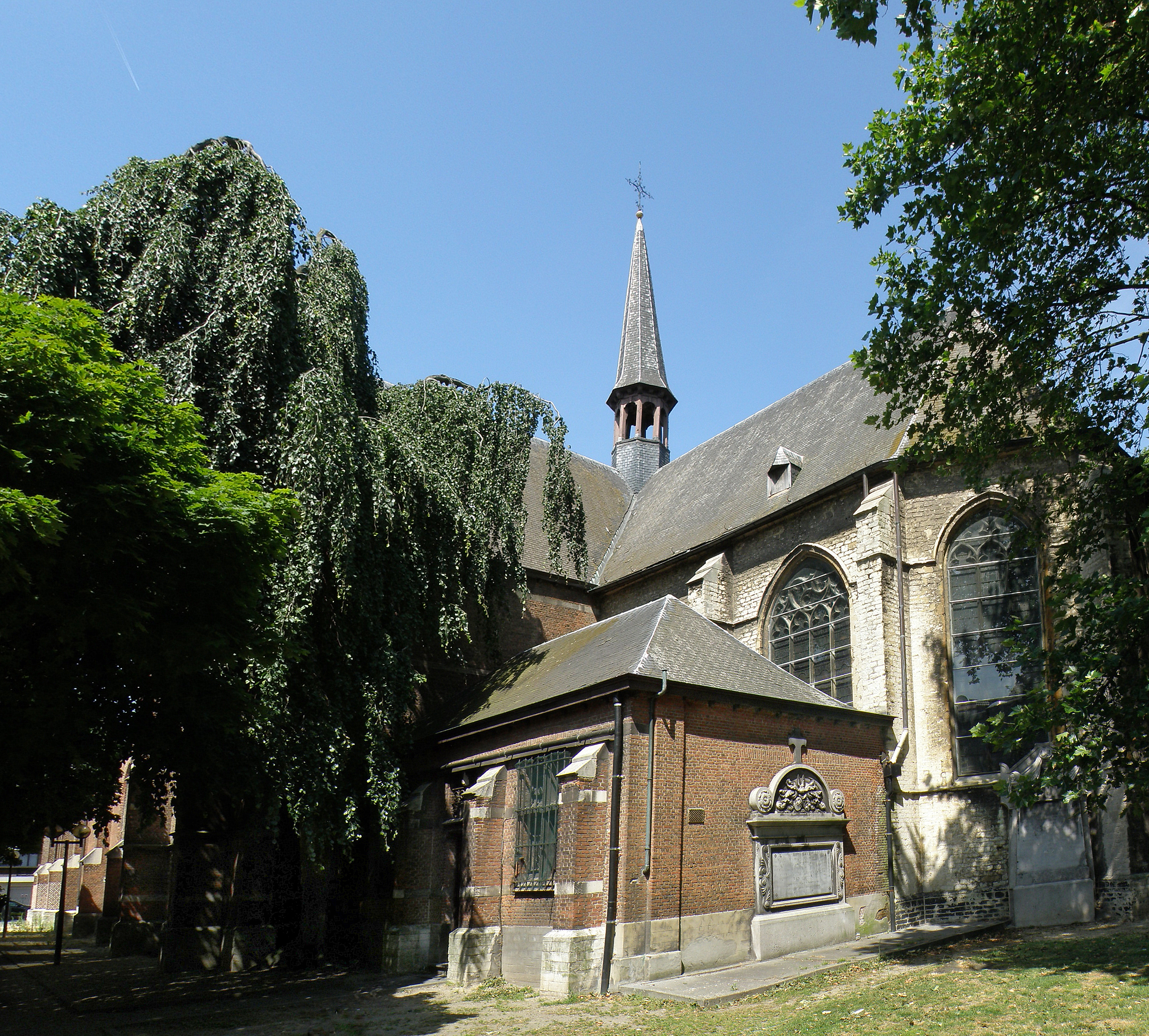
Onze-Lieve-Vrouw-Geboortekerk

De Onze-Lieve-Vrouw-Geboortekerk is een parochiekerk in de tot de gemeente Antwerpen behorende plaats Hoboken, gelegen aan de Kioskplaats 88.

## Geschiedenis
De parochie werd voor het eerste vermeld in 1135, en het patronaatsrecht behoorde toe aan het Onze-Lieve-Vrouwekapittel te Antwerpen.
Een 15e- en 16e-eeuwse kerk werd verwoest tijdens het Beleg van Antwerpen (1584-1585). In 1609-1610 werden het koor en de middenbeuk herbouwd en in 1612 werd de kerk opnieuw ingewijd. In 1830 werden twee extra zijbeuken bijgebouwd naar ontwerp van J. Steerlinck. In 1867-1868 werd de kerk naar het westen toe verlengd en werd een toren gebouwd, naar ontwerp van Eugeen Gife.

## Gebouw
Het betreft een georiënteerde vijfbeukige bakstenen kerkgebouw waarvan de oudste delen uit de 17e eeuw stammen, maar die grotendeels neogotisch is. Het koor en het noordelijk transept zijn de belangrijkste 17e-eeuwse delen en opgetrokken in zandsteen.

## Interieur
De pilaren hebben koolbladkapitelen. 17e-eeuwse schilderijen zijn: Heilige Maria met Jezus en Heilige Maria met slapend Kind, beide door Erasmus Quellinus II. Ook is er een Laatste Avondmaal door Simon de Vos van 1679. De Voetwassing bij de monniken is van Capiteyn Van Beselaer en eveneens 17e-eeuws.
Het kerkmeubilair is deels afkomstig van het klooster der birgittijnen dat zich in Hoboken bevond. Hiertoe behoort een 18e-eeuws koorgestoelte met beelden uit de geschiedenis van het Kruis van de Zwarte God, een miraculeus kruisbeeld. De preekstoel is van 1750. Ook het wonderdadig kruisbeeld is aanwezig. Dit is van oorsprong 14e-eeuws en in romaanse stijl, maar de armen zijn vernieuwd in 1618.